# Alexandru Albu (politician)
Alexandru Albu (n. 28 aprilie 1928, Pleșești, județul Buzău) a fost un deputat român ales pe listele FSN în legislatura 1990-1992 și a fost membru în grupul parlamentar de prietenie cu Republica Franceză - Adunarea Națională. Alexandru Albu a fost ales în județul Buzău pe listele PDSR în legislaturile 1992-1996 și 1996-2000. În legislatura 1996-2000, Alexandru Albu a fost membru în grupurile parlamentare de prietenie cu Regatul Maroc și Regatul Spaniei.  Alexandru Albu a fost membru în Comisia de redactare a proiectului Constituției României. Hotărârea 2/1990 a intrat în vigoare de la data de 12/7/1990.
Alexandru Albu a făcut studii de economie, s-a specializat în economia mondială și în decurs de 8 ani  a fost decanul  Facultății de Comerț Exterior din Academia de Studii Economice și șeful catedrei de relații economice internaționale.